# جرج جی. وستون
جرج جی. وستون، (به انگلیسی: George G. Weston) (زاده ۴ مارس ۱۹۶۴) کارآفرین، بازرگان و مدیر ارشد اجرایی بریتانیایی است، که در حال حاضر به‌عنوان مدیر عامل اجرایی شرکت Associated British Foods فعالیت می‌کند.